# Зайцев, Александр Иосифович
Алекса́ндр Ио́сифович За́йцев (21 мая 1926, Ленинград — 21 января 2000, Санкт-Петербург) — советский, затем российский филолог-классик, доктор исторических наук, профессор ЛГУ. Пережив ребёнком расстрел отца, заключение матери и первый год блокады Ленинграда, провёл 6,5 лет на принудительном лечении в Казанской тюремно-психиатрической больнице за антисоветскую агитацию (оправдан в 1991 году). С 1959 года до самой смерти преподавал на кафедре классической филологии филологического факультета ЛГУ. Автор более сотни публикаций об античной мифологии, философии, истории и культуре. В главной своей работе «Культурный переворот в Древней Греции VII—V вв. до н. э.» дал подробный обзор возникновения и взрывного развития античной науки, философии и искусства, а также сформулировал оригинальную гипотезу о причинах возникновения «греческого чуда».

## Родители

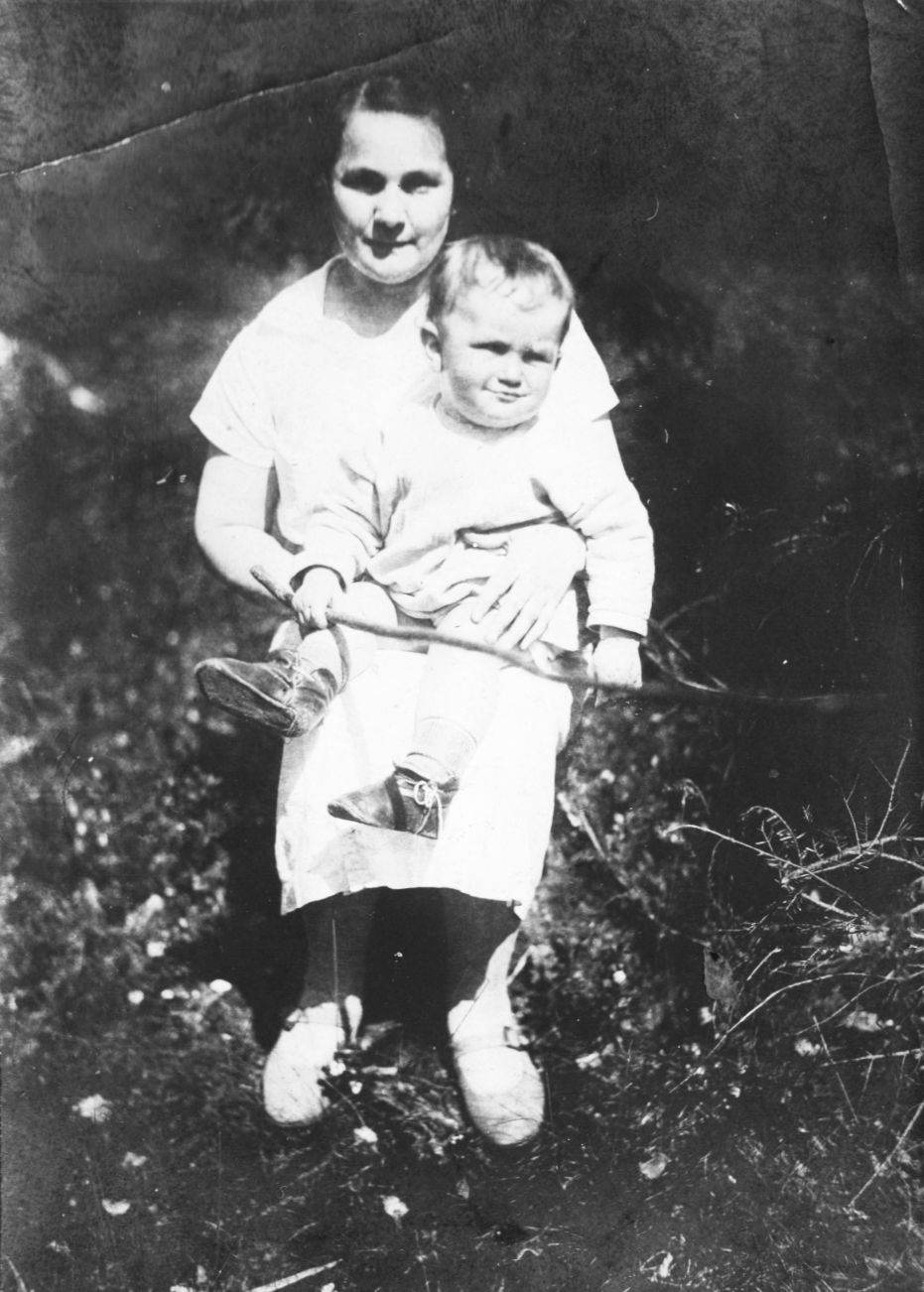
Детское фото с матерью

Отец А. И. Зайцева — Иосиф Михайлович — родился в 1888 году в деревне Рогилевцы Василишской волости Лидского уезда Виленской губернии в польской крестьянской семье. После смерти своего отца, он вместе с матерью Агатой (Агафьей Мартыновной) Заяц (в девичестве Кухаревич) переехал в Санкт-Петербург, где окончил городское училище, а затем работал электриком на заводе инженера Греймана. После революции записался добровольцем в Красную Армию, в 1919 году вступил в ВКП(б), в декабре 1934 года был избран в XIV созыв Ленинградского городского совета народных депутатов, возглавлял исполком Центрального района Ленинграда, а затем Ленжилуправление. В 1936 году Иосифа Михайловича отстранили от работы, 21 июля 1937 года арестовали, а 17 февраля 1938 года выездной сессией Военной коллегии Верховного суда СССР он был приговорён по статье 58-7-8-11 УК РСФСР к высшей мере и в этот же день расстрелян.
В 1924 году Иосиф Зайцев женился вторым браком на Гитель Берковне Харабковской (1893—1988), родившейся в Невеле в еврейской купеческой первой гильдии семье, получившей право жительства вне черты оседлости. Окончив гимназию, она перебралась в Санкт-Петербург, в 1913—1915 годах училась на курсах в Женском мединституте, затем работала зубным врачом, а после революции преподавала в стоматологическом институте. Гитель Берковна была арестована в марте 1938 года и как член семьи врага народа приговорена к 8 годам лишения свободы. Освободилась досрочно в 1944 году, до реабилитации в 1956 году она проживала в Толмачево (за 101 километром от Ленинграда), а затем с семьёй сына до самой смерти в 1988 году. Похоронена на Преображенском кладбище.

## Биография

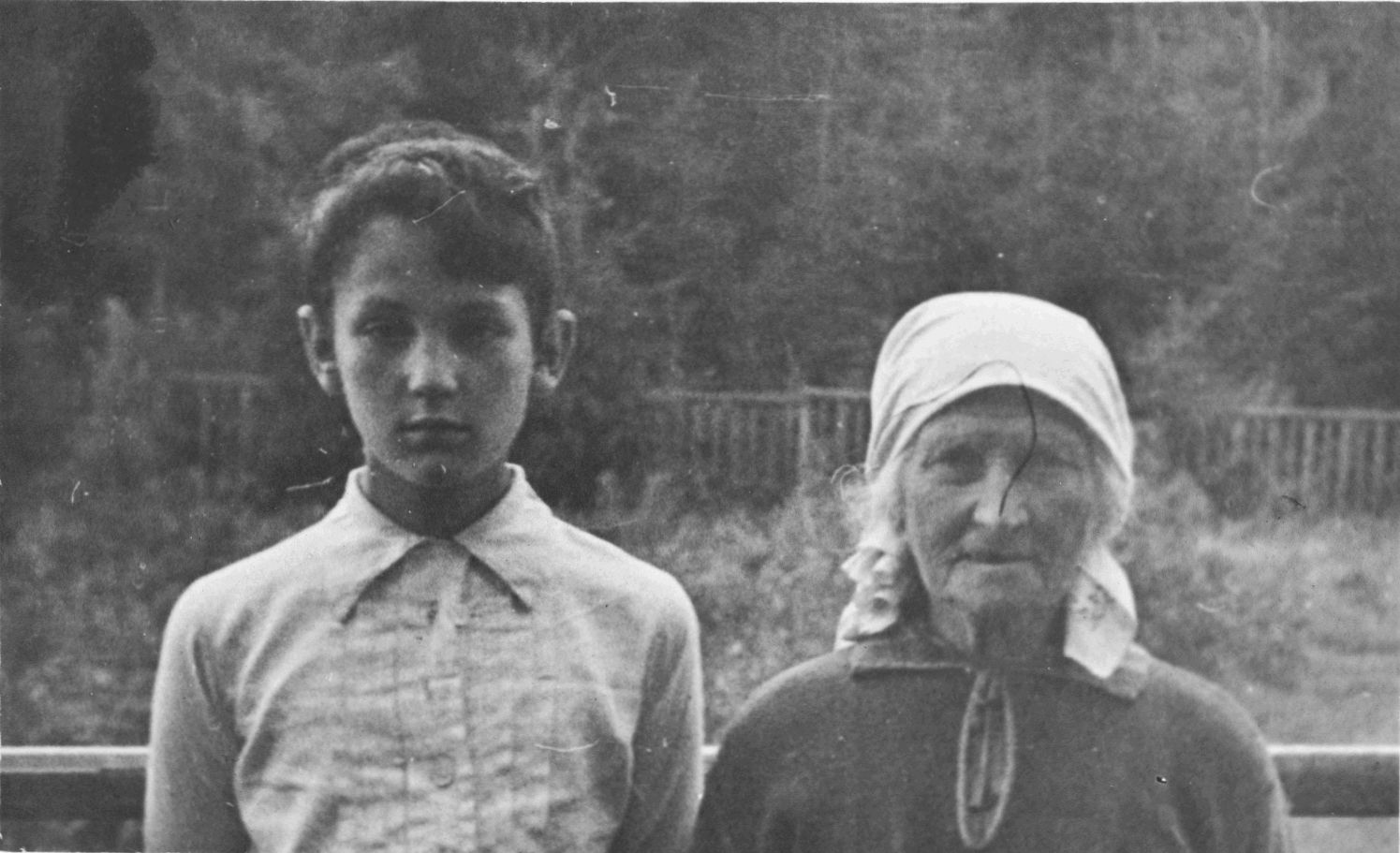
А. И. Зайцев с своей бабушкой Агатой

Александр Зайцев начал читать в четырёхлетнем возрасте, со второго класса учился в 1-й образцовой школе Центрального района. После ареста родителей, жил с бабушкой Агатой до начала войны. Во время первой блокадной зимы она умерла, Александр очень тяжело болел, и его к себе взяла сестра матери Мария Борисовна Зильберборт. 4 августа 1942 года они были эвакуированы в Петропавловск, затем к дяде по материнской линии в Уфу. Окончив в 1944 году школу, поступил на исторический факультет Уфимского педагогического института. Летом 1945 года вернулся в Ленинград и поступил на второй, а вскоре, досрочно сдав экзамены, перевёлся на третий курс филологического факультета Ленинградского университета, специализировался по кафедре классической филологии. По воспоминаниям работавшей там в те годы О. М. Фрейденберг:

У меня был студент Зайцев, совершенно исключительный мальчик. <…> Знания его были феноменальны. <…> Выдержать теоретического спора с ним не мог ни один профессор. <…> Черты его характера поражали: он был «несгибаем», абсолютно упорен в поисках своего идеала, честен и прям до суровости, высок помыслами, необыкновенно чист.
21 января 1947 года его арестовали по обвинению в антисоветской агитации, а в ноябре признали невменяемым и назначили ему принудительное лечение в Казанской тюремно-психиатрической больнице. Об этом периоде времени есть лишь воспоминания содержавшегося с ним Владимира Гусарова (сына Н. И. Гусарова), который представлял Александра Иосифовича отпрыском княжеского рода, окончившим предположительно Гарвард и заброшенным в Москву американской разведкой. Несмотря на изрядную фантастичность рассказа, на него ссылается правозащитник Александр Подрабинек в своей книге «Карательная медицина». В июне 1954 г. А. И. Зайцев освободился в связи с прекращением дела Ленинградским городским судом, но лишь 30 сентября 1991 года Судебная коллегия по уголовным делам Верховного суда РФ полностью его реабилитирует. Годы, проведённые в застенках, вероятно не прошли даром для Александра Иосифовича, однако восстановившись в ЛГУ на IV курсе, он под руководством Я. М. Боровского в 1956 году с отличием защитил дипломную работу по теме «Фрагмент из сатировой драмы Προμεθεὺς πυρκαεύς (РОху XX, 2245)» и был зачислен в очную аспирантуру. В 1959 году стал ассистентом на кафедре классической филологии, где работал до конца жизни. В этом же году вышла первая научная публикация Александра Иосифовича. В 1964 году прочитал доклад на VII международной конференции EIPHNH в Ленинграде, связанный с «Ночным советом» у Платона (Законы XII 961 а — 969 d).

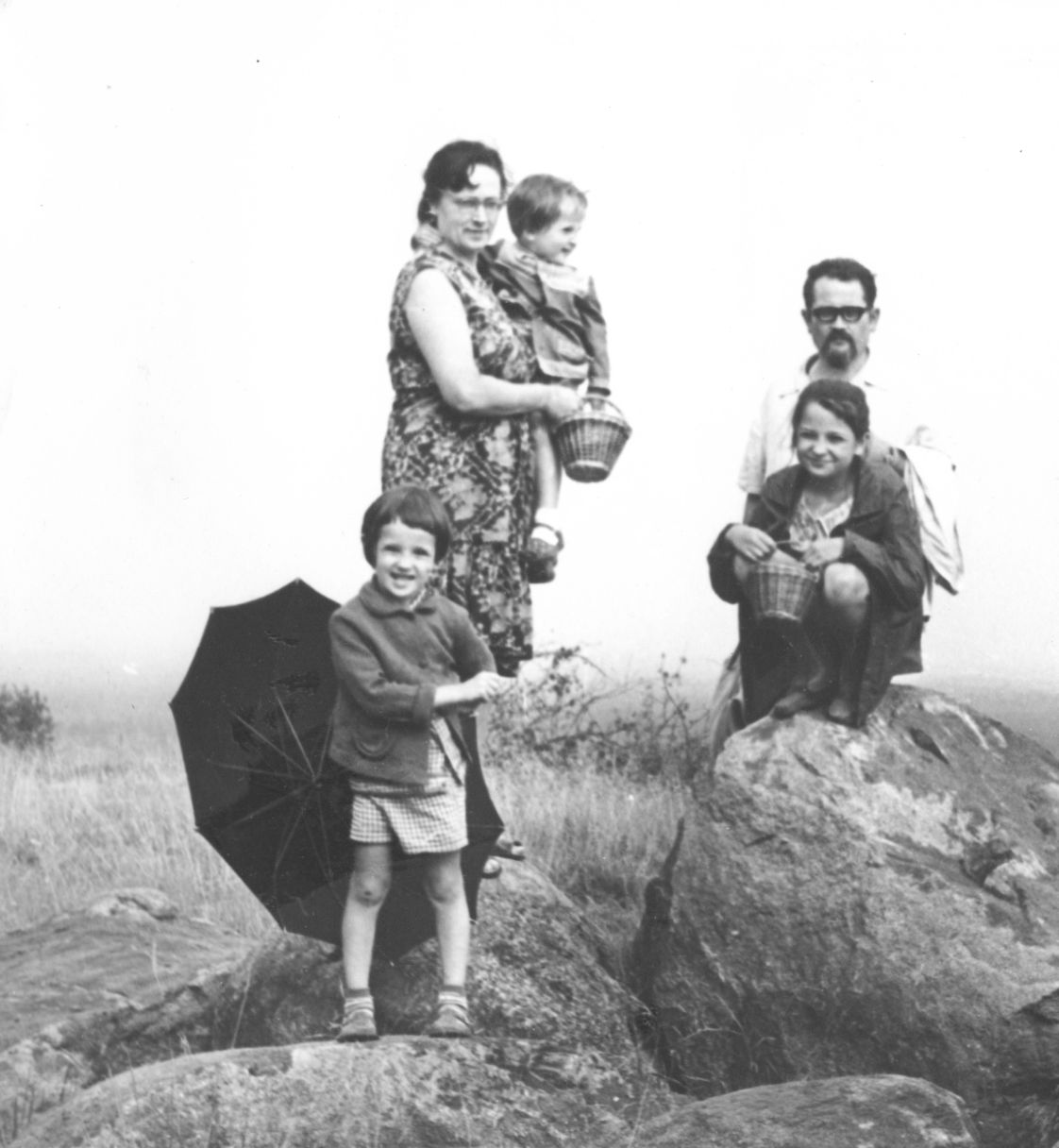
Слева-направо: Николай, Ольга Ивановна, Иван, Варвара, Александр Иосифович

В 1965 году Александр Иосифович Зайцев женился на Ольге Ивановне Кореневой, с которой прожил до самой смерти. У них родились дочь Варвара и сыновья Николай и Иван.
В 1969 году защитил кандидатскую диссертацию, посвященную реконструкции «Гимна Диоскурам» и в этом же году начал читать лекционный курс «Происхождение мифа об Эдипе». В 1974(2?) году получил звание доцента, в 1987 году — защитил диссертацию на звание доктора исторических наук, а в 1991 году стал профессором кафедры классической филологии.
Последние годы жизни Александр Иосифович долго и тяжело болел, но до последних дней работал с аспирантами и в студенческом научном обществе при кафедре классической филологии. Похоронен на католической дорожке Волковского лютеранского кладбища.

## Научная работа
В сферу научных интересов Александра Иосифовича входили античная религия и мифология, философия и история науки, индоевропеистика и микенология, античная история и история античной культуры, история древнегреческого языка, топонимика и акцентология, история греческой литературы в целом и отдельных её жанров, греческая и латинская метрика, фольклор и политические учения в древнем мире, теория и методика научного исследования, интерпретация нарративных текстов, надписей и папирусов, преподавание древних языков и классических дисциплин в высшей и средней школе.
А. И. Зайцев был одним из редакторов фундаментального издания текстов Демокрита, подготовленного С. Я. Лурье, после себя оставил переводы текстов и комментарии к ним ряда греческих авторов (Филохора, Плутарха, Исократа, Демосфена, Михаила Пселла), редактировал переводы произведений Дионисия Ареопагита, Климента Александрийского. Совместно с М. Н. Ботвинником подготовил примечания к переводам древнегреческих поэтов, осуществлённым В. В. Вересаевым.

### Исследования гомеровского эпоса
В 1950-х годах впервые были опубликованы папирусные фрагменты, содержащие «Гимн Диоскурам» Алкмана. Из исследования этого гимна родилась целая серия статей, связанных с похищением Тесеем Елены и её освобождения Диоскурами. В частности, Александр Иосифович показывает что стих Илиада III 144, в котором среди служанок Елены упомянута Этра, принадлежит к древнейшей эпохе существования гомеровского текста. В другой работе делается утверждение о том, что упоминание Плутарха о гибели Галика (сына Скирона) от рук Тесея заимствовано из псевдогесиодовского «Каталога женщин». В кандидатской диссертации А. И. Зайцев приходит к выводу, что Алкман опирался не только на гомеровские тексты, но и на киклические «Киприи», каковые поэтому можно датировать не позднее середины VII века до н. э.
Начиная со своих первых работ, изданных 1960-х годах и до самой смерти, Александр Иосифович постоянно обращался в своих исследованиях к Гомеру (главным образом, к «Илиаде»). Вероятно, это произошло потому что с Гомером связан целый круг интересующих его вопросов: возникновение литературы, индоевропейские корни эпоса и религии, формирование греческой цивилизации и её связь с микенским прошлым и др. В вопросе авторства поэм А. И. Зайцев придерживался позиции унитариев, утверждая что автором подавляющего большинства текстов «Илиады» и «Одиссеи» является один, в крайнем случае два человека, не отрицая наличия некоторых позднейших небольших вставок. Художественные и идейные отличия этих произведений (например, имморализм богов в «Илиаде», противопоставляемый в «Одиссее» этической концепции посмертного наказания злодеев и выделения праведников) он склонен был отнести к эволюции взглядов самого Гомера, предположительно написавшего вторую значительно позже первой.
В предисловии к переводу книги Альберта Лорда «Сказитель» он соглашается с выводами автора и Милмэна Пэрри о влиянии на Гомера устного, импровизационного творчества (заметного, например, в обширности системы стереотипных поэтических формул). При этом Александр Иосифович полемизирует с основным выводом книги о том, что текст «Илиады» и «Одиссеи» представляет собой чью-то запись поэм, созданных одним аэдом в процессе устного творчества. Четкий план и тщательно построенная композиция, характерная для обеих поэм, должны были подвергнуться неизбежным упрощениям и искажениям в ходе устного исполнения. В работе, посвященной надписи на «кубке Нестора из Питекус» А. И. Зайцев предположил, что поэму должны были читать в третьей четверти VIII века до н. э. в письменном виде в колонии на острове Исхия в Тирренском море, за тысячи километров от предположительного места обитания Гомера. При этом «Илиада», по совокупности данных, не могла быть создана ранее середины VIII века до н. э., что практически не оставляет времени на её распространение.
В своей работе, посвящённой Ифимедии, А. И. Зайцев выявляет следы догреческой религии в Илиаде. В 1975 году он прочитал доклад «Поэмы Гомера как исторический источник», в котором проанализировал механизмы искажения исторических событий под действием присущей эпосу поэтики, главным образом связанных с «парадигмизацией» событий. Александр Иосифович выражал сомнения в способности взятия Трои союзными силами греков в микенскую эпоху. Историческим прообразом Илиона-Трои могла быть малоазийская Вилусия, захваченная либо хеттами, либо их противниками, при этом в осаде могли принимать участие и греки-ахейцы.
Другим примером исторической реконструкции может служить работа о боевых колесницах, в которой разбирается алогичная тактика, описанная Гомером: герои подъезжают к полю битвы на колеснице, а затем сражаются пешими. А. И. Зайцев предположил, что имел место перенос хорошо задокументированной праиндоевропейской практики транспортировки вождей на повозке, запряженной быками (не подходящими для ведения боя) на появившиеся в микенскую эпоху колесницы. При этом эпическая поэтика требовала изображения пешего единоборства героев.

### Индоевропеистика
Хотя Александр Иосифович редко занимался чисто лингвистическими исследованиями (единственным исключением служит работа по акцентологии), его глубокие знания исторической грамматики древнегреческого языка, а также санскрита позволяли ему заниматься некоторыми вопросами индоевропеистики. При этом его, прежде всего, интересовали идеологические черты индоевропейской поэзии (как предшественницы греческого эпоса), а также её метрика (в отношении к греческому гексаметру). В том, что касалось восстановления её сюжетного фонда, А. И. Зайцев проявлял большой скепсис, считая такую реконструкцию возможной лишь в единичных случаях.
В своей работе «Формирование древнегреческого гексаметра» Александр Иосифович критически проанализировал существующие теории возникновения данной стихотворной метрики, в частности, предположение Г. Надя о том, что его прототипом послужили индоевропейские формулы. Последовательно опровергаются попытки реконструкции праиндоевропейского стихосложения А. Мейе путём сравнения ведийских и эолийских размеров. Гипотеза об изосиллабизме праиндоевропейского стиха, то есть о том, что каждая метрическая единица заключала в себе постоянное число слогов, также подвергается сомнению как нехарактерная для народной поэзии и, тем более, для дописьменных народов. Отдельно рассматриваются работы Р. О. Якобсона, в которых он для реконструкции привлекает славянский материал, в частности, стих русской былины. Выдвинув свою теорию происхождения гекзаметра, профессор Зайцев также высказал ряд доводов в пользу локализации прародины индоевропейцев в степях Северного Причерноморья.

### Фольклор и мифология
В работе «К вопросу о происхождении волшебной сказки» А. И. Зайцев делает вывод, что идентифицированная В. Я. Проппом жёсткая структура сюжета волшебной сказки неизменно сопутствует подмеченной А. Иоллесом тенденции изображать мир, противопоставленный действительности (выраженной, в первую очередь, в счастливом конце). Однако он подвергает сомнению попытки Проппа возвести этот жанр к глубокой древности, связывая её возникновение с зарождением в эпоху «осевого времени» представления о возможности радикально изменить мир к лучшему. Также Александр Иосифович, в отличие от ряда учёных, не находил в мифе о Язоне, Одиссее и некоторых других греческих сказаниях структуры волшебной сказки. Не отрицая, в частности, в Одиссее наличия сказочных элементов, он относил саму сказку как жанр к времени гораздо более древнему, нежели волшебная сказка со структурой, установленной Проппом.
В изучении мифологии профессор Зайцев придерживался консервативного подхода, считая необходимым тщательно восстанавливать историю сюжета по сохранившимся литературным памятником для выявления его фольклорной основы. Данный метод он считал находящимся в русле эмпирического направления изучения классической религии и мифологии, заложенного работами Роберта, Виламовица и Нильссона и противопоставлял его входящему в моду в конце XX века подходу, основанному на синхронистических и структуралистических построениях.

### Религия
Рассматривая общее ослабление традиции (в том числе и религиозной) в период «осевого времени», Александр Иосифович констатировал, что процесс зарождения новых этических религий затронул Грецию лишь частично. Данная тенденция проявила себя в появлении новых религиозных концепций (этика богов в «Одиссее»), форм культа (элевсинские мистерии), религиозных течений (орфизм) и даже в некоторой секуляризации общества. Например, Перикл использовал рациональную аргументацию наряду с элементами традиционных религий для убеждения общества в правильности принимаемых мер. Однако чума и неудача в Пелопонесской войне привела к ряду иррациональных, религиозно окрашенных решений афинян, таких как казнь Фрасилла, Перикла Младшего и других стратегов, а также приговор Сократу.
При этом А. И. Зайцев не склонен был впрямую связывать зарождение научного рационализма только и исключительно с ослаблением религиозной традиции вообще и мифологии в частности (формулировка «от мифа к логосу» из одноимённой книги Вильгельма Нестле). Функцию мифов по объяснению происхождения мира и природных явлений (действительно замещавшуюся философскими и научными теориями) Александр Иосифович считал второстепенной и связывал её с узко ограниченной группой повествований. Снижение роли традиционной религии может приводить к росту как рационализма так и к ненаучному скептицизму. А вот зарождение именно научного метода в Греции, по мнению профессора Зайцева, представляло собой уникальное явление и требовало целого комплекса объяснений.
Зайцев не разделял идею экстраполяции процесса секуляризации Европы XVII—XX в. на античную эпоху. В частности, он подвергает сомнению предположение о безусловном господстве религии в жизни людей на ранних этапах развития древних культур как не подтверждаемое набором известных фактов. Например, античные свидетельства, которые могли бы подтвердить теорию Фрэзера об убийстве стареющего царя-жреца с целью обеспечить плодородие, представляют собой легенды, причём не о самом обычае, а о его прекращении.

### Книга «Культурный переворот»
Его главной работой была опубликованная в 1985 году (переведённая на немецкий в 1993 году и переизданная в 2001 году) книга «Культурный переворот в Древней Греции VIII—V вв. до н. э.». Эта книга получила Университетскую премию, а в 1987 году он защитил по ней докторскую диссертацию. В этой работе А. И. Зайцев выделял следующие «культурные взрывы»:
1. Одомашнивание животных и переход к земледелию в неолите
2. Изобретение бронзы, колеса и зарождение государства в Древнем Египте и Шумере
3. Осевое время
4. Возрождение

Рассматривая середину I тысячелетия до н. э., Александр Иосифович предположил, что произошедшие изменения были вызваны единственным технологическим фактором — активным распространением железа. Это повлекло за собой экономический подъём, социальную дестабилизацию и разрушение традиционных форм жизни. В Персии, Китае и Индии эти события привели к созданию новых религиозно-философских моделей, и лишь в Древней Греции зародилась наука и светское искусство. Среди наиболее важных особенностей греческого общества, комбинация которых способствовала проявлению необходимых для этого личностных качеств, А. И. Зайцев выделил:
- личную свободу, напрямую связанную со свободой творчества как возможностью продуктивного нарушения сложившихся форм и традиций;
- социальную мобильность, позволившую принимать участие в «культурном перевороте» как представителям непривилегированных слоёв, так и людям греко-«варварского» происхождения, и, кроме того, многочисленные документированные факты добровольного либо вынужденного переселения как способ распространения новых идей и форм между полисами;
- ограниченный оптимизм как принципиальную возможность улучшения условий жизни и достижения конкретных целей;
- демонстративное потребление, стимулировавшее эстетическую самоценность поэзии как средства развлечения аристократии на пирах;
- агональность, то есть соревновательность в сферах деятельности, никак не связанных с утилитарными выгодами (например, спорт, искусство, чистая наука, и т. п.);
- «культура стыда», то есть преимущественную ориентацию человека на внешнее одобрение или порицание своих поступков;
- «культура вины», по определению Рут Бенедикт: оценка действий человека в соответствии с внутренней системой ценностей;
- стремление к славе как сильный мотивирующий фактор, заставлявший ученых и поэтов подписывать свои работы.

#### Рецензии
Книга имела резонанс в научном сообществе, вызвав к жизни целый ряд рецензий как в СССР, так и за рубежом.
Доктор философских наук Ф. Х. Кессиди, не подвергая сомнению предложенную профессором Зайцевым «положительную корреляцию диффузии железа и возникновения системы полисов», указывает на неизвестность механизма этого явления. Кроме того он полемизирует с Александром Иосифовичем относительно полного исключения особенностей национального характера греков из ряда факторов, приведших к «Культурному перевороту», а также слишком большого внимания, уделяемого им факторам агонистики и жажды общественного признания. Несмотря на высказанные замечания, Феохарий Харлампиевич отдаёт должное смелости и большой эрудиции автора, первым из антиковедов решившегося сделать данное явление предметом специального анализа.
Доктор исторических наук Ю. В. Андреев обращает внимание на то, что взятая за основу А. И. Зайцевым для объяснения «греческого чуда» многофакторная схема фактически отбрасывается при описании агонов. При этом само понятие «культурного переворота» сужается до зарождения в лоне агональной традиции нового научного типа мышления, а также возникновения художественной литературы. С точки зрения рецензента в книге отсутствует качественная, типологическая характеристика греческой культуры и не идентифицированы признаки, отличающие её от других древних и средневековых культур. Именно это упущение, по мнению Юрия Викторовича, мешает автору понять несостоятельность агональной теории в качестве единственно возможного объяснения «греческого чуда».
Кроме того, по мнению рецензента, профессор Зайцев не дал сколь-нибудь подробного объяснения механизма возникновения агонального духа как черты национального характера греков. Отсылка к компетитивности раннегреческого общества не может претендовать на полноценное объяснение, так как средневековые схоласты были не менее честолюбивы и любознательны, чем греческие математики и астрономы. В дальнейшем Ю. В. Андреев в своей книге «Цена свободы и гармонии» предлагает исследовать «греческое чудо» с позиций этнической психологии, в противовес социально-экономическому подходу А. И. Зайцева. Он приходит к выводу, что решающим фактором являлась среда обитания древних греков, во многом сформировавшая их особенности национального характера.

## Преподавательская работа
Александр Иосифович читал лекционные курсы и проводил семинарские занятия по исторической грамматике древнегреческого языка, истории Греции в архаическую эпоху, античным теориям общественного развития, о происхождении политической теории в Древней Греции, греческой религии и мифологии, введение в классическую филологию, греческую и латинскую метрику, миф об Эдипе, латинскую стилистику, историю античной литературы, специальные курсы по самым разнообразным темам антиковедения на филологическом, историческом и философском факультетах. Под его руководством защитили кандидатские диссертации 14 аспирантов, включая будущего заведующего кафедрой В. С. Дурова. Был научным руководителем А. И. Любжина.
Начиная с 1963 года А. И. Зайцев по субботам проводил со всеми желающими комментированное чтение греческих текстов, впоследствии получившее название «Платоновских чтений». В разные промежутки времени в них участвовали И. П. Медведев, В. А. Гуторов, А. К. Гаврилов и другие. До 1982 года семинары проходили на филфаке, затем, по просьбе руководства, их пришлось перенести домой к участникам — сначала к самому Александру Иосифовичу, затем к С. Р. Тохтасьеву. В 1986 году чтения «Законов» и «Послезакония» Платона завершились, и началась работа над «Политикой» Аристотеля и эпиникиями Пиндара.
Профессор Зайцев был последовательным сторонником возрождения дореволюционной традиции преподавания классических языков в средней школе. Он был одним из основателей, а также председателем попечительского совета Санкт-Петербургской классической гимназии № 610, и до последних дней жизни принимал в её функционировании живейшее участие.

## Политические и религиозные убеждения
Александр Иосифович придерживался антикоммунистических взглядов и был сторонником демократического развития России. Был знаком с членами ВСХСОН. Осенью 1993 года в конфликте между президентом и Верховным Советом России выступил на страницах еженедельника «Аргументы и факты» в поддержку действий Б. Н. Ельцина.
По свидетельству своих коллег и учеников был практикующим католиком, крестившись во взрослом возрасте после выхода из заключения.
Его другом был В. Н. Андреев.

## Памятные научные чтения
Начиная с первой годовщины смерти, раз в 2 года на кафедре классической филологии СПбГУ проходят научные чтения памяти профессора А. И. Зайцева. На них с докладами выступают как именитые специалисты (В. С. Дуров, Н. Н. Казанский, Э. Д. Фролов и др.) так и молодые учёные.

## Научные труды
1. Зайцев А. И. О наименовании «софист» в применении к лексикографам Аполлонию и Тимею // Филологический сборник студенческого научного общества. — Л.: Изд-во ЛГУ, 1959. — Т. 2. — С. 139—145.
2. Зайцев А. И. Гесиодовский фрагмент о Тесее и Галике (Plut. Thes. 32, 7) // ВДИ. — 1960. — Т. 2. — С. 93—96.
3. Зайцев А. И. «Гимн Диоскурам» Алкмана // Вторая Всесоюзная конференция по классической филологии: июнь 1961 г : Тезисы докладов. — Л., 1964. — С. 18.
4. Галеркина Б. Л., Зайцев А. И., Чекалова Е. И. Вторая Всесоюзная конференция по классической филологии // ВДИ. — 1962. — Т. 1. — С. 194.
5. Эллинские поэты / Перевод В. В. Вересаева, примечания М. Н. Ботвинника и А. И. Зайцева. — М.: Гослитиздат, 1963. — С. 353—404. — 407 с. — (Библиотека античной литературы). — 25 000 экз.
6. Зайцев А. И. Следы мифа о похищении Елены Тесеем в гомеровском эпосе (Илиада III, 144) // Вестник ЛГУ : Серия 2, История, языкознание, литературоведение. — Л., 1964. — Вып. 4, № 20. — С. 90—100. — ISSN 0024-0842.
7. Зайцев А. И. Аристотель об отношении «Законов» Платона к его «Государству» // Конференция по изучению проблем античности: 9-14 апреля 1964 г. Ленинград : Тезисы докладов. — М., 1964.
8. Хрестоматия по истории Древней Греции / под ред. Д. П. Каллистова. — М.: Мысль, 1964. — 695 с.
9. Зайцев А. И. «Гимн Диоскурам» Алкмана // Язык и стиль античных писателей : Сборник статей  / Отв. ред. А. И. Доватур. — Л.: Изд-во ЛГУ, 1966. — С. 89—96.
10. Латинский язык: Учебник для университетов / А. И. Зайцев, Т. П. Корыхалова, Н. В. Крайзмер и др. — Л.: Изд-во ЛГУ, 1966. — 235 с. — 2000 экз.
11. Зайцев А. И. Аристотель об отношении «Законов» Платона к его «Государству» (Pol. II, 1265 а 3-4) // Античное общество : Труды конференции по изучению проблем античности. — М., 1967. — С. 278—282.
12. Исократ, Речи (Похвала Елене; Бусирис) // ВДИ  / под ред. К. М. Колобовой, перевод и комментарии М. Н. Ботвинника и А. И. Зайцева. — 1967. — Т. 1. — С. 217—234.
13. Зайцев А. И. «Гимн Диоскурам» Алкмана и его эпические источники : Автореферат диссертации на соискание ученой степени кандидата филологических наук. — Л., 1968.
14. Зайцев А. И., Кузнецов Б. И. О названии «Тибет» // Топонимика Востока. Исследования и материалы  / Отв. ред. Э. М. Мурзаев. — М., 1969. — С. 185—196.
15. Лурье С. Я. Демокрит: Тексты, перевод, исследования / ред. Я. М. Боровский, И. Д. Амусин, М. Н. Ботвинник, А. И. Зайцев, Л. М. Глускина, Я. С. Лурье. — Л.: Наука, 1970. — 664 с. — 6800 экз. Архивировано 21 декабря 2012 года.
16. Зайцев А. И. Конь предсказывает гибель хозяину (опыт сравнительно-типологического исследования) // Этнография народов СССР : Сборник статей  / Отв. ред. М. В. Воробьев. — Л., 1971. — С. 32—44.
17. Зайцев А. И., Корыхалова Т. П., Крайзмер Н. В., Ю. В. Откупщиков, Товстик Е. К., Чекалова  Е. И. Латинский язык: Учебник для университетов / Отв. ред.: Доватур А. И.. — 2-е изд., допол. и перераб. — Л.: Изд-во ЛГУ, 1974. — 256 с. — 40 000 экз.
18. Зайцев А. И. Ифимедия, мать Алоадов: догреческое божество в гомеровском эпосе // Античная балканистика 2. Предварительные материалы  / Редкол.: Л. А. Гиндин и др. — М., 1975. — С. 9—11.
19. Зайцев А. И. Ɩα Ψυχή (I1. XXI 569) // ВДИ. — 1976. — Т. 1. — С. 97—102.
20. Зайцев А. И. Оксиринхский папирус 2245 и трилогия Эсхила о Прометее // Philologia classica : Межвузовский сборник  / Отв. ред. Ю. В. Откупщиков. — Л., 1977. — Вып. 1 «Язык и литература античного мира (к 2500—летию Эсхила)». — С. 45—50.
21. Зайцев А. И., Любарский Я. Н. Два письма Михаила Пселла // Byzantinoslavica. — 1978. — Vol. 39, № 1. — С. 24—28. — ISSN 0007-7712.
22. Зайцев А. И. История древнегреческого языка // Программы для классического отделения филологического факультета. — Л., 1978. — С. 33—35.
23. Зайцев А. И. Введение в классическую филологию // Программы для классического отделения филологического факультета. — Л., 1978. — С. 67.
24. Зайцев А. И. К вопросу о характере древнегреческого ударения // Исследования в области сравнительной акцентологии индоевропейских языков  / Отв. ред. С. Д. Кацнельсон. — Л.: Наука, 1979. — С. 101—110.
25. Мифы народов мира: Энциклопедия / Гл. ред. С. А. Токарев. — М.: Советская энциклопедия, 1980. — Т. 1. (статьи Аргонавты, Геракл, Гераклиды, Деянира)
26. Анпеткова-Шарова Г. Г., Чекалова Е. И. Античная литература: Учебное пособие / Отв. ред. А. И. Зайцев. — Л.: Изд-во ЛГУ, 1980. — 222 с.
27. Зайцев А. И. Формирование новаторских тенденций древнегреческой литературы в долитературной эпической традиции // Philologia classica : Межвузовский сборник  / Отв. ред. Ю. В. Откупщиков. — Л., 1982. — Вып. 2. — С. 22—29.
28. Зайцев А. И. Перикл и его преемники // Политические деятели античности, средневековья и Нового времени. Индивидуальные и социально-типические черты : Межвузовский сборник  / Отв. ред. Э. Д. Фролов. — Л.: Изд-во ЛГУ, 1983. — С. 23—28.
29. Философский энциклопедический словарь / Гл. редакция: Л. Ф. Ильичёв, П. Н. Федосеев, С. М. Ковалёв, В. Г. Панов. — М.: Советская энциклопедия, 1983. — 840 с. — 150 000 экз. (статьи Антисфен, Антифонт, Аристипп, Гиппократ, Горгий, Диоген Синопский, Киренская школа, Мегарская школа, Мелисс Самосский, Номос и фюсис, Парменид, Пиррон, Протагор, Секст Эмпирик, Сенека, Скептицизм, Телос, Элейская школа, Эпикур, Эпикуреизм и др., общий объём — 2 п. л.)
30. Зайцев А. И. Философская поэма греческого Запада // Древние культуры Евразии и античная цивилизация : Краткие тезисы докладов научной конференции. 10-13 мая 1983 г.. — Л., 1983. — С. 58—59.
31. Зайцев А. И. К вопросу о происхождении волшебной сказки // Фольклор и этнография: у этнографических истоков фольклорных сюжетов и образов : Сборник научных трудов  / Отв. ред. Б. Н. Путилов. — Л.: Наука, 1984. — С. 69—77.
32. Зайцев А. И. О некоторых особенностях рецепции ионийской натурфилософии в Великой Греции // Западное Средиземноморье в I тысячелетии до н. э : Сборник научных трудов  / Науч. ред. Е. В. Мавлеев. — Л., 1984. — С. 153—164.
33. Анпеткова-Шарова Г. Г., Чекалова Е. И. Античная литература: Учебное пособие / Отв. ред. А. И. Зайцев. — 2-е изд., испр. и доп. — Л.: Изд-во ЛГУ, 1984. — 271 с.
34. Зайцев А. И., Степанов Н. И., Чистякова Н. А. Ю.В. Откупщиков (к 60-летию со дня рождения) // Вестник ЛГУ : Серия 2, История, языкознание, литературоведение. — Л., 1984. — Вып. 2, № 9. — С. 126—127. — ISSN 0024-0842.
35. [Рец. ] Зайцев А. И., Откупщиков Ю. В. Новое пособие по истории греческого языка (О. С. Широков. История греческого языка. М., 1983) // Вестник МГУ : Серия 9: Филология. — М.: Издательство Московского Университета, 1985. — № 2. — С. 86—89. — ISSN 0130-0075.
36. Зайцев А. И. Культурный переворот в Древней Греции VIII-V вв. до н. э. — Л.: Изд-во ЛГУ, 1985. — 208 с. — 5000 экз.
37. Зайцев А. И. Праиндоевропейские истоки древнегреческого эпоса // Проблемы античного источниковедения : Сборник научных трудов. — М.; Л.: Ин-т истории СССР АН СССР, 1986. — С. 96—107.
38. Гаврилов А. К., Зайцев А. И. Древнегреческая лексика в современных языках // Предметно-понятийный словарь греческого языка: Крито-микенский период  / Составители: В. П. Казанскене, Н. Н. Казанский. — Л.: Наука, 1986. — С. 3—7.
39. Alexander Zaicev. Zur Vorgeschichte des mykenischen Streitwagens (нем.) // 17. Internationale Eirene-Konferenz. Berlin 11.-15.8.1986: Antike und Europa. Zentrum und Peripherie in der antiken Welt. Resumees. — Berlin, 1986. — S. 222.
40. Зайцев А. И. Программа дисциплины «История древнегреческого языка». — М.: МГУ, 1986. — 15 с.
41. Зайцев А. И. Программа дисциплины «Введение в классическую филологию (текстология и интерпретация античных письменных источников)». — М.: МГУ, 1986. — 6 с.
42. Зайцев А. И. Культурный переворот в Древней Греции VIII—V вв. до н. э.: Автореферат диссертации на соискание учёной степени доктора исторических наук. — Л., 1987. — 33 с.
43. Зайцев А. И. Лексико-стилистические особенности надписи на «кубке Нестора» из Питекус // Philologia classica : Межвузовский сборник  / Отв. ред. Ю. В. Откупщиков. — Л., 1987. — Вып. 3 «Язык и стиль памятников античной литературы». — С. 59—65.
44. Зайцев А. И. Свобода воли и божественное руководство в гомеровском эпосе // ВДИ. — 1987. — № 3. — С. 139—142.
45. Зайцев А. И. К интерпретации надписи на «кубке Нестора» из Питекус (№ 454 Hansen) // Actes du IXe Congrès international d'épigraphie grecque et latine. — Sofia, 1987. — Vol. I. — P. 287.
46. Зайцев А. И. Фукидид об ахейском лагере под Троей (I, 11) // Тезисы докладов научных чтений, посвященных 90-летию со дня рождения А. И. Доватура (V Доватуровские чтения). — Л.: ЛОИИ АН СССР, 1987. — С. 11—12.
47. Зайцев А. И., Каган М. Д. Повесть о царе Адариане // Словарь книжников и книжности Древней Руси  / Отв. ред. Д. С. Лихачев. — Л.: Наука, 1987. — Вып. 1 (XI – первая половина XIV в.). — С. 368—370. Архивировано 5 июля 2013 года.
48. Прохоров Г. М. Памятники переводной и русской литературы XIV-XV веков / редакция переводов А. И. Зайцева. — Л.: Наука, 1987. — 294 с. — 4900 экз.
49. Зайцев А. И. Миф: религия и поэтический вымысел // Жизнь мифа в античности : Материалы научной конференции «Випперовские чтения — 1985». — М.: Советский художник, 1988. — Т. I, вып. XVIII. — С. 78—86. (здесь же выступления в дискуссии — с. 306—308, 325—326, 390—391, 415—416).
50. Зайцев А. И. Идеология гомеровского эпоса и личные взгляды автора «Илиады» (Илиада XV, 638—651) // Античное общество и государство. Проблемы социально-политической истории : Межвузовский сборник  / Отв. ред. Э. Д. Фролов. — Л., 1988. — С. 141—147.
51. Зайцев А. И. Философская поэма греческого Запада // Древний Восток и античная цивилизация : Сборник научных трудов  / под ред. В. К. Афанасьевой, Е. В. Мавлеева. — Л.: Государственный Эрмитаж, 1988. — С. 48—54.
52. Зайцев А. И. Античное искусство и классическое образование // Роль памятников античного искусства в решении проблемы эстетического воспитания населения : Краткие тезисы докладов научной конференции  / Науч. ред. В. А. Суслов. — Л., 1988. — С. 26—33.
53. Зайцев А. И. Взаимоотношения науки и философии в античный период // ВИЕТ. — 1988. — № 4. — С. 164—168.
54. Зайцев А. И. Упадок греческой поэзии во II в. до н. э. и его причины // Проблемы античной культуры : Тезисы докладов Крымской научной конференции 19-24 сентября 1988 г.  / Отв. ред. Л. В. Павленко. — Симферополь, 1988. — С. 10—11.
55. Зайцев А. И. Лингвист (классические языки) // Мир профессий. Человек — знаковая система / Составители: С. Н. Левиева, В. С. Шнейдеров, В. В. Шапкин. — М.: Молодая Гвардия, 1988. — С. 95—96. — 352 с. — ISBN 5-235-00131-1.
56. Богословский Е. С, Зайцев А. И., Анфертьев А. Н., Левинская И. А. Об этике научного работника (Письмо в редакцию) // ВДИ. — 1988. — № 2. — С. 254.
57. Зайцев А. И., Верлинский А. Л., Гаврилов А. К. Памяти Г. А. Стратановского // ВДИ. — 1988. — № 2. — С. 254—259.
58. Некоторые проблемы истории античной науки: Сборник научных трудов / Отв. ред. А. И. Зайцев, Б. И. Козлов. — Л.: Главная астрономическая обсерватория, 1989. — 136 с.
59. Зайцев А. И. Роль Евдокса Книдского в становлении астрономической науки в Древней Греции // Некоторые проблемы истории античной науки : Сборник научных трудов  / Отв. ред. А. И. Зайцев, Б. И. Козлов. — Л.: Главная астрономическая обсерватория, 1989. — С. 116—120. Архивировано 8 июля 2013 года.
60. Зайцев А. И. Реки индоевропейской прародины // Славяне: Этногенез и этническая история (Междисциплинарные исследования) : Межвузовский сборник  / под ред. А. С. Герда, Г. С. Лебедева. — 1989. — С. 53—56 [библиогр. сводная: с. 156—175]. Архивировано 5 июля 2013 года.
61. Сергеенко М. Е., Сухачев Н. Л. Профессор Б. В. Казанский (1889—1962) (из истории кафедры классической филологии) // Вестник ЛГУ : Серия 2, История, языкознание, литературоведение  / Библиография трудов составлена А. И. Зайцевым. — Л., 1989. — Вып. 4. — С. 72—73. — ISSN 0024-0842.
62. Философский энциклопедический словарь / ред. C. С. Аверинцев, Э. А. Араб-Оглы, Л. Ф. Ильичёв, и др. — 2-е изд. — М.: Советская энциклопедия, 1989. — 815 с. — ISBN 5-85270-030-4. (статьи Аристипп, Гиппократ, Диоген Синопский, Евгемеризм, Калокагатия, Киренская школа, Мегарская школа, Номос и фюсис, Секст Эмпирик, Сенека, Скептицизм, Софисты, Телос, Филодем, Энесидем, Эпикур, Эпикуреизм, Этос и др.)
63. Зайцев А. И. О причинах упадка античной науки (тезисы доклада на II конференции «Наука в античную эпоху», ЛО Института истории естествознания и техники, март 1989 г.) // ВИЕТ. — 1990. — № 1. — С. 140—141.
64. Гомер. Илиада / Пер. Н. И. Гнедича, издание подготовил А. И. Зайцев, Отв. ред. Я. М. Боровский. — Л.: Наука, 1990. — 572 с. — («Литературные памятники»). — ISBN 5-02-027982-X.
65. Зайцев А. И. Древнегреческий героический эпос и «Илиада» Гомера // Гомер. Илиада. — Л., 1990. — С. 395—416.
66. Егунов А. Н., Зайцев А. И. Илиада в России // Гомер. Илиада. — Л., 1990. — С. 417—427. Архивировано 21 апреля 2013 года.
67. Мифологический словарь / Гл. ред. Е. М. Мелетинский. — М.: Советская энциклопедия, 1990. — 672 с. — ISBN 5-85270-068-1. (статьи Аргонавты, Геракл, Гераклиды, Деянира)
68. Зайцев А. И. О применении методов современной психологии к историко-культурному материалу // Одиссей. Человек в истории: Личность и общество : Ответы на анкету для дискуссии «Индивидуальность и личность в истории»  / Отв. ред. А. Я. Гуревич. — М.: Наука, 1990. — С. 15—16. — ISBN 5-02-009037-9.
69. Жмудь Л. Я. Пифагор и его школа / Отв. ред. А. И. Зайцев. — Л.: Наука, 1990. — 192 с. — (Из истории мировой культуры). — 500 000 экз. — ISBN 5-02-027292-2.
70. Зайцев А. И. Общеисторическое значение возникновения науки в Древней Греции в ходе культурного переворота // Mathesis. Из истории античной науки и философии  / Отв. ред. И. Д. Рожанский. — М.: Наука, 1991. — С. 24—28. — ISBN 5-02-008159-0.
71. Зайцев А. И. Дискуссия о социализме в античности // Античность и современность : Доклады конференции Ассоциации антиковедов. Москва. 30 октября - 2 ноября 1989. — М., 1991. — С. 24—28.
72. Зайцев А. И. О преподавании латинского и древнегреческого языка для студентов филологов-классиков и историков // ВДИ. — 1991. — № 1. — С. 77—79.
73. Зайцев А. И. Гораций о начале греческой поэзии // Philologia classica : Межвузовский сборник  / Отв. ред. Ю. В. Откупщиков. — СПб., 1992. — Вып. 4 «Horatiana». — С. 93—98.
74. Зайцев А. И. В поисках возрождения // Museum Graeco-Latinum. — М.: Греко-латинский кабинет, 1992. — Вып. 1. — С. 4—10.
75. Классическое наследие и современность: Материалы и тезисы конференции 9-11 декабря 1992 г / Отв. ред. А. И. Зайцев. — СПб.: Издательство Санкт-Петербургского университета, 1992. — 108 с. — ISBN 5-28801-360-8.
76. Зайцев А. И. Классические языки возвращаются в русскую школу // Классическое наследие и современность : Материалы и тезисы конференции 9-11 декабря 1992 г. — СПб., 1992. — С. 79—81.
77. Alexander Zaicev. Das griechische Wunder: Die Entstehung der griechischen Zivilisation = Культурный переворот в Древней Греции VIII-V вв. до н. э. — Konstanz, 1993. — P. 210. — (Xenia. Konstanzeralthistorische Voträge und Forschungen. H. 30). — ISBN 978-3-87940-431-5.
78. Рец.: Зайцев А. И. Garland R. Introducing new gods: The politics of Athenian religion. Ithaca, 1992 (англ.) // Religious Studies Review. — Rice University, 1993. — Vol. 19, no. 3. — P. 256. — ISSN 1748-0922.
79. Alexander Zaicev. Zur Vorgeschichte des mykenischen Streitwagens (нем.) // Hyperboreus. Studia Classica. — 1994. — Bd. 1, Nr. 1. — S. 4—8. — ISSN 0940-2615. Архивировано 11 октября 2013 года.
80. Зайцев А. И. Книга А. Б. Лорда «Сказитель» и гомеровский эпос // Лорд Альберт Бейтс Сказитель. — М.: Восточная литература, 1994. — С. 343—349. — 368 с. — (Исследования по фольклору и мифологии Востока). — 1500 экз. — ISBN 5-02-017239-1.
81. Демосфен. Речи / перевод с древнегреческого и примечания М. Н. Ботвинника, А. И. Зайцева. — М.: Памятники исторической мысли, 1994. — Т. 1. — 608 с. — 20 000 экз. — ISBN 5-88451-008-X.
82. Демосфен. Речи / перевод с древнегреческого и примечания М. Н. Ботвинника, А. И. Зайцева. — М.: Памятники исторической мысли, 1994. — Т. 2. — 544 с. — 20 000 экз. — ISBN 5-88451-006-3.
83. Дионисий Ареопагит. О божественных именах. О мистическом богословии / Подготовка Г. М. Прохорова, ред. перевода: А. И. Зайцев. — СПб.: Глаголъ, 1994. — 378 с. — (Основания христианской культуры). — 5000 экз. — ISBN 5-85381-023-5.
84. Alexander Zajcev. Encore une fois à propos de Porigine de la formalisation du raisonnement chez les Grecs (фр.) // Xe congrès de la FIEC : Resumes. — Quebec, 1994. — P. 52.
85. Зайцев А. И., Неустроева И. Г. Ю. В. Откупщиков (к 70-летию со дня рождения) // Вестник СПбГУ : Серия 2, История, языкознание, литературоведение. — СПб., 1994. — Вып. 2, № 9. — С. 128—129. — ISSN 0024-0842.
86. Зайцев А. И. Доктор филологических наук, профессор Юрий Владимирович Откупщиков (к 70-летию со дня рождения): Указатель научных публикаций // Вестник СПбГУ : Серия 2, История, языкознание, литературоведение. — СПб., 1994. — Вып. 2, № 9. — С. 2—6. — ISSN 0024-0842.
87. Зайцев А. И. Формирование древнегреческого гексаметра. — СПб.: Изд-во СПбГУ, 1994. — 166 с. — ISBN 5-288-00844-2.
88. Зайцев А. И. Еще раз к вопросу о начале логической аргументации у греков // Античное общество: проблемы истории и культуры : Тезисы докладов научной конференции 9-11 марта 1995 г. СПб.. — 1995. — С. 50—51. Архивировано 11 октября 2013 года.
89. Зайцев А. И. Стих русской былины и праиндоевропейская поэзия // Русский фольклор : Эпические традиции. — СПб., 1995. — Т. XXVIII. — С. 198—205.
90. Alexander Zajcev, Andrei Zhukov. The data of Semito-Hamitic languages in W. Bleek’s «De nominum generibus» (1851) (англ.) // Studia Chadica et Hamitosemitica : Akten des Internationalen Symposions zur Tschadsprachenforschung Johann Wolfgang Goethe-Universität, Frankfurt am Main, 6.-8. Mai 1991. — Koln, 1995. — P. 10—16. — ISBN 978-3-927620-87-2.
91. Зайцев А. И. Эпиграмма «Палатинской антологии» VII 304 // Hyperboreus. Studia Classica. — 1996. — Vol. 2, № 1. — P. 139—150. — ISSN 0940-2615.
92. Alexander Zajcev. Zeus-Hymnos (Aischylos, Agamemnon 160 ff) // Ancient Greek literature and contemporaneity. Tbilisi-Tabakhmela 1996, 9-12 September. — Tbilisi, 1996. — P. 101—103.
93. Alexander Zajcev. Aischylos und die monotheistischen Gedanken bei den Griechen (нем.) // Geschichte-tradition-reflexion : Festschrift fur Martin Hengel zum 70. Geburtstag  / herausgegeben von Hubert Cancik, Hermann Lichtenberger, Peter Schäfe. — Tübingen: J.C.B. Mohr (Paul Siebeck), 1996. — Bd. 2: Griechische und Römische Religion. — S. 203—212. — ISBN 3-1614-6676-4.
94. Alexander Zajcev. Das «griechische Wunder» und sein Ende im Hellenismus (нем.) // Hellenismus : Akten des intern. Hellenismus-Kolloquiums 9.-14. März 1994 in Berlin  / herausgegeben von Bernd Funck. — Berlin, 1996. — S. 693—699. — ISBN 3-16-146526-1.
95. Рец.: Зайцев А. И. Откупщиков Ю. В. У истоков индоевропейского стиха // Филологические записки. — Воронеж, 1997. — Вып. 9. — С. 257—259.
96. Зайцев А. И. Памяти учителя [о Я. М. Боровском] // Древний мир и мы : Альманах  / Отв. ред. А. К. Гаврилов. — СПб.: Алетейя, 1997. — Вып. I. — С. 163—166.
97. Зайцев А. И. Аристид Иванович Доватур (научная деятельность) // Philologia classica : Межвузовский сборник  / Отв. ред. Ю. В. Откупщиков. — СПб., 1997. — Вып. 5 MNHMHΣ XAPIN: К 100-летию со дня рождения проф. А.И. Доватура. — С. 28—39.
98. Зайцев А. И. Древнегреческий топоним ETEΩNOΣ и метрическое удлинение в микенскую эпоху // Классические языки и индоевропейское языкознание : Материалы чтений к 100-летию И. М. Тройского. — СПб., 1997. — С. 19—21.
99. Зайцев А. И. М. Н. Ботвинник: Труды и дни // Памяти М. Н. Ботвинника : Сборник статей. — СПб., 1997. — С. 207—213.
100. Alexander Zajcev. The renewal of teaching of Latin and Greek in St. Petersburg Classical Gymnasium // Academia Latinitatis fovendae. IX Conventus Internationalis. Jyvaskyla, 6-13 August. — 1997. — P. 66.
101. Зайцев А. И. Список Кубертена. Древнегреческий спорт уже знал систему коммерческих турниров // Русский телеграф. — № 6 (23 сентября 1997).
102. Nikolai N. Kazansky. Principles of the reconstruction of a fragmentary text (new Stesichorean papyri) / Отв. ред. А. И. Зайцев. — Saint-Petersbrug: Russian Academy of Science, Institute of Linguistic Studies, Institute of Foreign Languages, 1997. — P. 143.
103. Дионисий Ареопагит. О небесной иерархии / Перевод с древнегреческого М. Г. Ермаковой под ред. А. И. Зайцева. — СПб.: Глагол — Изд-во РХГИ - Университетская книга, 1997. — 179 с.
104. Энциклопедия литературных героев / сост. и науч. ред. С. В. Стахорский. — М.: Аграф, 1997. — 496 с. — ISBN 5-7784-0013-6. (статьи Агамемнон, Клитеместра, Орест, Эдип, Электра)
105. Мифы народов мира. Энциклопедия (в 2 томах) / Гл. ред. С. А. Токарев. — 2 изд. — М.: Большая Российская энциклопедия, 1997. — Т. 1 (А-К). — 671 с. — ISBN 5-85270-161-0, 5-85270-134-3. (статьи Аргонавты, Геракл, Гераклиды, Деянира)
106. Зайцев А. И. К надписи эпиграфического собрания в Афинах № 2049 // Классические языки и индоевропейское языкознание : Сборник статей по материалам чтений, посвященных 100-летию со дня рождения профессора И. М. Тронского  / отв. ред. Н. Н. Казанский. — СПб., 1998. — С. 227—233.
107. Зайцев А. И. Из истории восточной Беотии в эпоху Римской империи // Жебелевские чтения - I : Тезисы докладов научной конф. 28-29 октября 1997 г. СПб.. — 1998. — С. 29—31. Архивировано 21 октября 2008 года.
108. Alexander Zajcev. Ad Martialis distichon IV, 52 commentariolum (лат.) // Hyperboreus. Studia Classica. — 2000. — Т. 4, № 1. — С. 201—203. — ISSN 0940-2615.
109. Зайцев А. И. Заговор Килона в Афинах // Античный мир. Проблемы истории и культуры : Сборник статей к 65-летию Э. Д. Фролова  / Ред. И. Я. Фроянов. — СПб., 1998. — С. 57—68. — ISBN 5-288-02074-4.
110. Зайцев А. И. Возможно ли Новое Возрождение? // Художественная Воля. — СПб.: Новая Академия Изящных Искусств, 1998. — № 1: к столетию. — С. 6—8.
111. Зайцев А. И. Найдет ли искусство Нового Возрождения путь к сердцу зрителя? // Художественная Воля. — СПб.: Новая Академия Изящных Искусств, 1998. — № 2: к пятисотлетию. — С. 2.
112. Зайцев А. И. Заметки по поводу статьи Е. К. Краснопевцева о фонике и семантике эпического гексаметра // Philologica. Vol. 5. — 1998. — № 11/13. — С. 303—310.
113. Мартин Нильссон. Греческая народная религия = Greek Popular Religion / пер. с англ. С. Клементьевой; отв. ред. А. И. Зайцев. — СПб.: Алетейя, 1998. — 240 с. — ISBN 5-89329-094-3.
114. Климент Александрийский. Увещевание к язычникам / науч. ред. А. И. Зайцев; предисл., коммент. А. Ю. Братухин. — СПб.: РХГИ, 1998. — 208 с. — ISBN 5-87516-250-3.
115. Зайцев А. И. Античное наследие и наша ответственность // Великая Художественная Воля : Ежегодник Музея Новой Академии изящных искусств. — СПб., 1999. — С. 19—20. Архивировано 7 сентября 2014 года.
116. Linguistica et philologica: Сборник статей к 75-летию Ю. В. Откупщикова / отв. ред. А. И. Зайцев. — СПб.: СПбГУ, 1999. — 336 с. — ISBN 5-28802-338-7.
117. Зайцев А. И. Юрий Владимирович Откупщиков (К 75-летию со дня рождения) // Linguistica et philologica : Сборник статей к 75-летию Ю. В. Откупщикова. — СПб.: СПбГУ, 1999. — С. 3—6. — ISBN 5-28802-338-7.
118. Зайцев А. И. Реминисценция из киклических «Ностов» в «Александре» Ликофрона // Linguistica et philologica : Сборник статей к 75-летию Ю. В. Откупщикова. — СПб.: СПбГУ, 1999. — С. 265—268. — ISBN 5-28802-338-7.
119. Зайцев А. И. «Греческая метрика» Б. Снелля // Б. Снелль. Греческая метрика. — СПб.: СПбГУ, 1999. — С. 5—6. — ISBN 5-87245-039-7. Архивировано 21 апреля 2011 года.
120. Зайцев А. И. Введение в классическую филологию // Учебные программы кафедры классической филологии СПбГУ  / Отв. ред. В. С. Дуров. — СПб.: СПбГУ, 1999. — С. 7—8.
121. Зайцев А. И. Историческая грамматика греческого языка // Учебные программы кафедры классической филологии СПбГУ  / Отв. ред. В. С. Дуров. — СПб.: СПбГУ, 1999. — С. 33—35.
122. Зайцев А. И. Античная мифология // Учебные программы кафедры классической филологии СПбГУ  / Отв. ред. В. С. Дуров. — СПб.: СПбГУ, 1999. — С. 73—74.
123. Зайцев А. И. Древнегреческая метрика // Учебные программы кафедры классической филологии СПбГУ  / Отв. ред. В. С. Дуров. — СПб.: СПбГУ, 1999. — С. 78—80.
124. Материалы XXVIII межвузовской научно-методической конференции преподавателей и аспирантов. Вып. 17. Секция классической филологии. 15-22 марта 1999 г / отв. ред. А. И. Зайцев. — СПб.: СПбГУ, 1999. — 22 с.
125. Зайцев А. И., Ботвинник Н. М. Первоначальное самочувствие: К 75-летию Г. Г. Анпетковой-Шаровой // Санкт-Петербургский университет. — 2000. — № 2. — С. 32—33. Архивировано 21 октября 2007 года.
126. Зайцев А. И. Ю. В. Андреев. Научное наследие // Древний мир и мы. Классическое наследие в Европе и России : Альманах. — 2000. — № 2. — С. 234—242.
127. Зайцев А. И. Ю. В. Андреев. Научное наследие // ΣYΣΣITIA. Памяти Ю. В. Андреева  / Отв. ред. В. Ю. Зуев. — СПб., 2000. — С. 16—20.
128. Зайцев А. И. Орфики и древнейший греческий календарь // ΣYΣΣITIA. Памяти Ю. В. Андреева  / Отв. ред. В. Ю. Зуев. — СПб., 2000. — С. 108—110.
129. Зайцев А. И. О Горации // Абарис. Журнал друзей Санкт-Петербургской классической гимназии. — СПб., 2000. — № 1. — С. 15—17. (выступление на гимназическом вечере, посвященном 2000-летию со дня смерти Горация).
130. Зайцев А. И. Эпиграмма Аниты из Тегеи АР VI, 312 // ЕПИΣТОΛΑΙ. Сборник статей к 80-летию профессора Н. А. Чистяковой  / Отв. ред. Л. Б. Поплавская. — СПб., 2000. — С. 84—88.
131. Alexander Zaicev. Die römischen Tafellieder (нем.) // Hyperboreus. Studia Classica. — 2000. — Bd. 6, Nr. 2. — S. 213—218. — ISSN 0940-2615.
132. Лукиан. Сочинения. В двух томах / Отв. ред. А. И. Зайцев. — СПб.: Алетейя, 2001. — 2000 экз. — ISBN 5-89329-315-0.
133. Зайцев А. И. Лукиан из Самосаты — древнегреческий интеллигент эпохи упадка // Лукиан. Сочинения : вступительная статья. — СПб.: Алетейя, 2001. — Т. 1. — С. 1—16. — ISBN 5-89329-315-0. Архивировано 26 февраля 2010 года.
134. Зайцев А. И. Культурный переворот в Древней Греции VIII-V вв. до н.э / под ред. Л. Я. Жмудя. — 2-е изд., испр. и перераб.. — СПб.: Филологический факультет СПбГУ, 2001. — 320 с. — (Из наследия А. И. Зайцева). — 1000 экз. — ISBN 5-8465-0015-3.
135. Зайцев А. И. Проблема так называемого «греческого чуда» // Культурный переворот в Древней Греции VIII-V вв. до н.э  / под ред. Л. Я. Жмудя. — СПб.: Филологический факультет СПбГУ, 2000. — С. 248—256. — ISBN 5-8465-0015-3.
136. Зайцев А. И. Исторические причины культурного переворота // Культурный переворот в Древней Греции VIII-V вв. до н.э  / под ред. Л. Я. Жмудя. — СПб.: Филологический факультет СПбГУ, 2000. — С. 257—270. — ISBN 5-8465-0015-3.
137. Зайцев А. И. «Греческое чудо» и его завершение в эпоху эллинизма = Das «griechische Wunder» und sein Ende im Hellenismus // Культурный переворот в Древней Греции VIII-V вв. до н.э  / под ред. Л. Я. Жмудя. — СПб.: Филологический факультет СПбГУ, 2000. — С. 279—286. — ISBN 5-8465-0015-3. (перевод на русский № 104)
138. Зайцев А. И. О моей книге «Культурный переворот» // Культурный переворот в Древней Греции VIII-V вв. до н.э  / под ред. Л. Я. Жмудя. — СПб.: Филологический факультет СПбГУ, 2000. — С. 287—292. — ISBN 5-8465-0015-3.
139. Зайцев А. И. Теория исторического процесса и культурные взрывы // Культурный переворот в Древней Греции VIII-V вв. до н.э  / под ред. Л. Я. Жмудя. — СПб.: Филологический факультет СПбГУ, 2000. — С. 293—299. — ISBN 5-8465-0015-3.
140. Зайцев А. И. Поэтические формулы в фольклорном и литературном стихе // Славянский стих. Лингвистическая и прикладная поэтика : материалы международной конференции 23-27 июня 1998 г. — Языки славянской культуры, 2001. — С. 316—319. — ISBN 5-7859-0098-X.
141. Alexander Zaitsev. Kas uus renessanss on võimalik? (эст.) = Возможно ли Новое Возрождение? // Tuna: ajalookultuuri ajakiri. — Tallinn, 2001. — K. 2. — L. 4—9. — ISSN 1406-4030. Архивировано 11 октября 2013 года.(перевод на эстонский № 124).
142. Нефёдкин А. К. Боевые колесницы и колесничие древних греков (XVI—I вв. до н. э.) / предисловие А. И. Зайцева. — СПб.: Петербургское востоковедение, 2001. — С. 7—10. — 528 с. — ISBN 5-85803-181-1.
143. Новая философская энциклопедия / Предс. научно-ред. совета В. С. Стёпин. — М.: Мысль, 2001. — ISBN 5-244-00961-3. (статьи Гиппий, Двоякие речи, Диоген Синопский, «Законы», Критий, Ликофрон, «Политика», Продик, Софисты, Трасимах, Филипп)
144. Зайцев А. И. Исследования по греческой и индоевропейской поэзии / под ред. Т. М. Андроненко, Е. Л. Ермолаевой, В. В. Зельченко. — СПб.: Филологический факультет СПбГУ, 2003. — 350 с. — (Из наследия А. И. Зайцева). — 1000 экз. — ISBN 5-8465-0493-0.
145. Зайцев А. И. Гомер и Илион // Древний мир и мы : Альманах. — СПб.: Алетейя, 2003. — Вып. III. — С. 44—50. — ISBN 5-89329-627-3.
146. Зайцев А. И. Кафедра классической филологии в системе университетского преподавания // Philologia classica. — СПб., 2002. — Т. 6.
147. Зайцев А. И. Избранные статьи / под ред. Н. А. Алмазовой и Л. Я. Жмудя. — СПб.: Филологический факультет СПбГУ, 2003. — 608 с. — (Из наследия А. И. Зайцева). — 1000 экз. — ISBN 5-8465-0073-0.
148. Зайцев А. И. Поэмы Гомера как исторический источник // Избранные статьи  / под ред. Н. А. Алмазовой и Л. Я. Жмудя. — СПб.: Филологический факультет СПбГУ, 2003. — С. 175—190. — ISBN 5-8465-0073-0.
149. Зайцев А. И. Ритуальное умерщвление царей // Избранные статьи  / под ред. Н. А. Алмазовой и Л. Я. Жмудя. — СПб.: Филологический факультет СПбГУ, 2003. — С. 432—445. — ISBN 5-8465-0073-0.
150. Зайцев А. И. И. И. Толстой и изучение волшебной сказки // Избранные статьи  / под ред. Н. А. Алмазовой и Л. Я. Жмудя. — СПб.: Филологический факультет СПбГУ, 2003. — С. 527—539. — ISBN 5-8465-0073-0.
151. Зайцев А. И. Греческая религия и мифология: курс лекций / под ред. Л. Я. Жмудя. — М.: Academia, 2005. — 208 с. — (Classicus: Классическая учебная книга). — 5100 экз. — ISBN 5-7695-1681-X.
та же книга в серии «Из наследия А. И. Зайцева» издательства филологического факультета СПбГУ ISBN 5-8465-0141-9.
152. Зайцев А. И. Исследования по древнегреческой и индоевропейской поэзии / под ред. Л. Я. Жмудя и В. В. Зельченко. — СПб.: Филологический факультет СПбГУ, 2006. — 350 с. — (Из наследия А. И. Зайцева). — 1000 экз. — ISBN 5-8465-0493-0.
153. Зайцев А. И. Греческая метрика: Учебное пособие / под ред. В. П. Смышляевой. — СПб.: СПбГУ, 2010. — 132 с. — 300 экз.